# Kasteel Fallon-de Keyser

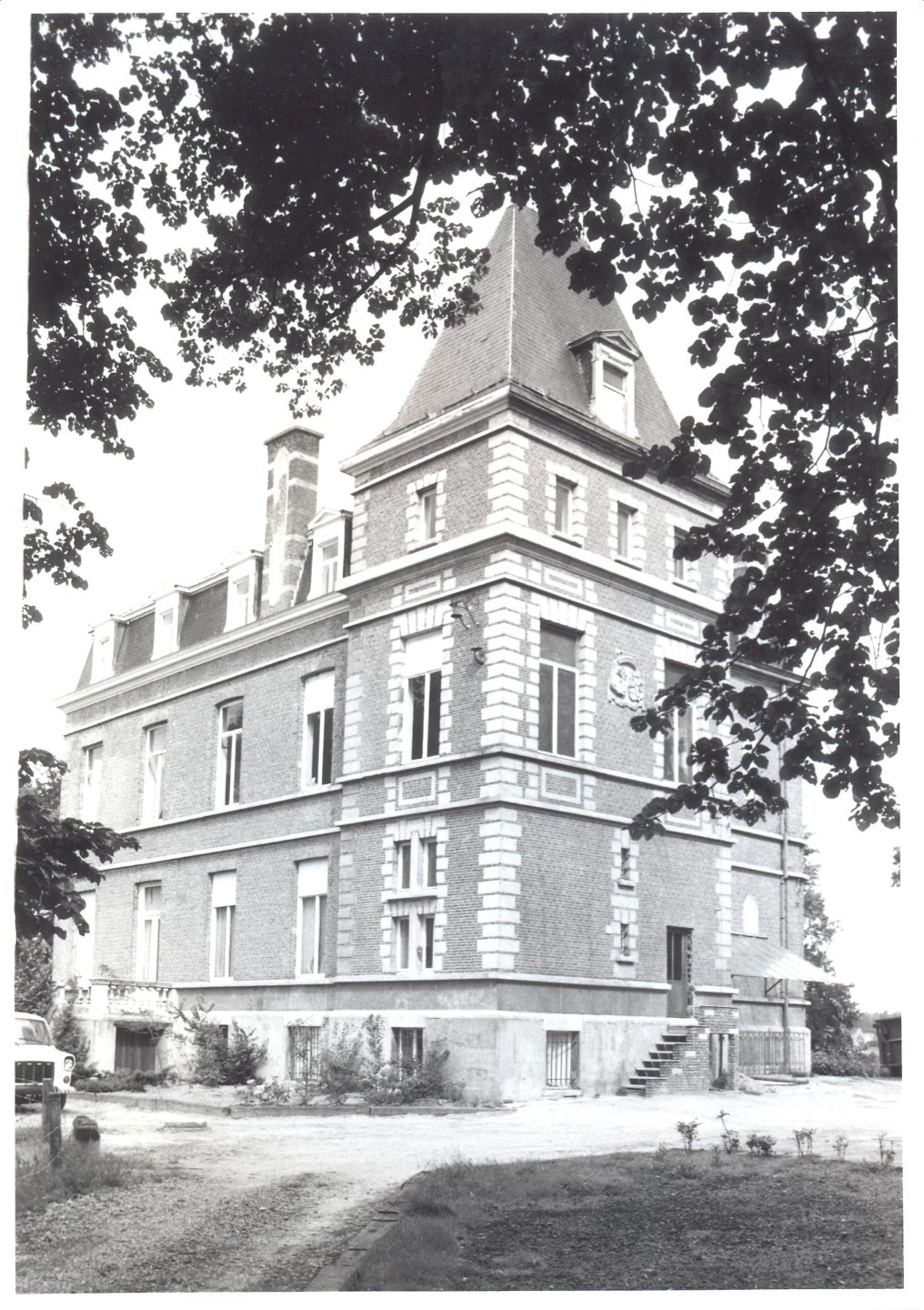
Kasteel Fallon-de Keyser in 1983

Het Kasteel Fallon-de Keyser is een neoclassicistisch kasteel in het Oost-Vlaamse Destelbergen, gebouwd rond 1900.

## Bouwheer
Het kasteel werd gebouwd in opdracht van baron Ferdinand Fallon (Gent, 1861 - Destelbergen, 1926), achterkleinzoon van Isidore Fallon, lid van het Nationaal Congres. Hij trouwde in 1890 met jonkvrouw Madeleine de Keyser (Gent 1866-1936), dochter van jonkheer Oscar de Keyser (1836-1868) en Hélène Coget (1841-1867) uit Destelbergen. Ze hadden drie dochters en een zoon. Deze zoon, baron Joseph Fallon (1896-1977), beroepsofficier, trouwde met barones Thérèse Carton de Wiart (1903-1992).
Na baron Ferdinand Fallon-de Keyser werd het kasteel bewoond door hun dochter barones Marie-Anne Fallon (Drongen, 1894 - Destelbergen, 1970), die trouwde met baron Jacques Wahis (Schaarbeek, 1895 - Elsene, 1956). Ze hadden een zoon en twee dochters. De zoon, baron Théophile Wahis (1922-1992), trouwde achtereenvolgens met Yolande de Penaranda de Franchimont (1924) en met Marie-Thérèse Bourboux (1914-2005). Ze waren de laatste bewoners van de familie Wahis-Fallon.

## Geschiedenis
Het voormalige kasteel, genaamd "Fallon-de Keyser", gelegen langs de Dendermondesteenweg, is opgetrokken in een neoclassicistische stijl. Boven op een volledige onderkeldering en op een rechthoekige plattegrond werden twee bouwlagen opgetrokken, met op de zuidoostelijke hoek een uitgebouwde toren.
De lijstgevels werden in baksteen en natuursteen opgetrokken. In 1980 grepen belangrijke herstellingswerken plaats en werd de meeste natuursteen (pilasters, vensteromlijsting, gevelhoeken) verwijderd, waardoor het kasteel heel wat van zijn oorspronkelijke allure verloor. In de gevel zijn de wapenschilden Fallon en de Keyser ingemetseld, met een banderol waarop de wapenspreuk van de familie de Keyser: 'rege et lege' ('voor koning en recht').
Het naastgelegen dienstgebouw en de omringende tuin dateren eveneens uit 1900. Het twee kilometer verder gelegen Kasteel Walbos in Destelbergen is zeer gelijkaardig en was ook in het bezit van de familie de Keyser.
Baron Ferdinand Fallon-de Keyser werd in 1904 eigenaar van de Keymolen, een watermolen in Moregem. Hij liet de stoommachine in 1910 uitbreken. Vanaf 1937 stond de molen op naam van zijn schoonzoon baron Jacques Wahis-Fallon. De molen werd vernield in mei 1940 door de oprukkende Duitse troepen.
Na de dood van baron Théophile Wahis (1922-1992), zoon van Jacques Wahis-Fallon, kwam het kasteel in andere handen terecht en verkommerde.